# Prescottia villenarum
Prescottia villenarum är en orkidéart som beskrevs av Eric Alston Christenson. Prescottia villenarum ingår i släktet Prescottia och familjen orkidéer. Inga underarter finns listade i Catalogue of Life.